# Rountzenheim-Auenheim
Rountzenheim-Auenheim é uma comuna francesa na região administrativa do Grande Leste, no departamento do Baixo Reno. Estende-se por uma área de 10.91 km², e possui 1.930 habitantes, segundo o censo de 2018, com uma densidade de 180 hab/km².
Foi criada, em 1 de janeiro de 2019, a partir da fusão das antigas comunas de Rountzenheim e Auenheim.